# Lotte Keukelaar
Lotte Keukelaar (Vleuten, 25 september 2005) is een Nederlands voetbalspeelster. Ze speelt als aanvaller voor Ajax in de Vrouwen Eredivisie en het Nederlands elftal.

## Clubcarrière
Keukelaar werd in Vleuten geboren en begon haar voetballoopbaan bij PVCV Vleuten alvorens ze in 2019 overstapte naar de jeugdopleiding van AFC Ajax. Op 15 september 2023 maakte Keukelaar haar debuut voor Ajax in de uitwedstrijd tegen Excelsior door in te vallen voor Chasity Grant. Vervolgens maakte Keukelaar ook haar debuut in de selectie voor de Champions League.
Op 18 augustus 2023 tekende Keukelaar haar eerste contract voor Ajax tot medio 2025.
Keukelaar maakte op 27 januari 2024, in een thuiswedstrijd tegen Fortuna Sittard, haar eerste doelpunt in de Vrouwen Eredivisie. Drie dagen later wist ze met haar team te overwinteren in de UEFA Women's Champions League na een 2-1 overwinning op AS Roma. Keukelaars ontwikkeling werd beloond met het tekenen van een nieuw verbeterd contract dat haar tot medio 2027 aan Ajax verbonden houdt.

## Statistieken
| Seizoen | Club   | Competitie | Competitie | Competitie | Beker | Beker | Overig | Overig | Totaal | Totaal |
| Seizoen | Club   | Competitie | Wed.       | Dlp.       | Wed.  | Dlp.  | Wed.   | Dlp.   | Wed.   | Dlp.   |
| ------- | ------ | ---------- | ---------- | ---------- | ----- | ----- | ------ | ------ | ------ | ------ |
| 2023/24 | Ajax   | Eredivisie | 16         | 2          | 4     | 0     | 7      | 0      | 27     | 2      |
| 2024/25 | Ajax   | Eredivisie | 4          | 2          | 0     | 0     | 3      | 2      | 7      | 4      |
| Totaal  | Totaal | Totaal     | 20         | 4          | 4     | 0     | 10     | 2      | 34     | 6      |

Bijgewerkt t/m 26 oktober 2024.

## Interlandcarrière
Keukelaar kwam sinds 2021 uit voor Nederland -15 en Nederland -17. Een jaar later maakte ze de overstap naar Nederland -19. Met Nederland -19 kwam Keukelaar uit op meerdere eindtoernooien, waaronder het EK 2024 in Litouwen waarin ze met haar land de finale haalde die na verlenging werd verloren tegen Spanje.
In oktober 2024 debuteerde Keukelaar in de selectie van het Nederlands elftal. Op 25 oktober 2024 maakte ze haar basisdebuut door in de basis te starten in een vriendschappelijke wedstrijd tegen Indonesië . Ze maakte gelijk twee doelpunten en gaf twee assists, waarmee Keukelaar bijdroeg aan de Nederlandse recordzege van 15-0 op het Aziatische land.
1 Van Eijk ·
3 Van der Veen ·
4 Den Turk ·
6 Van de Velde ·
7 Van Egmond ·
8 Spitse  ·
9 Tolhoek ·
12 Van Hensbergen ·
13 Niënhuis ·
15 Kaagman ·
16 Noordman ·
17 Jansen ·
18 Keijzer ·
19 T. Hoekstra ·
20 Yohannes ·
21 Van Gool ·
22 Sabajo ·
23 Keukelaar ·
24 De Klonia ·
25 De Sanders ·
26 Kardinaal ·
27 Buikema ·
31 Van der Wal ·
Coach: De Reus
· Assistent-coach: Luiten